# Maria von Gneisenau
Maria Anna Auguste Elisabeth Gräfin Neidhardt von Gneisenau, geb. von Bonin (* 11. Oktober 1873 in Mettmann, Rheinprovinz; † 10. August 1926 in Berlin) war eine deutsche Schriftstellerin und Mäzenin.

## Leben und Werdegang
Maria von Gneisenau entstammte dem hinterpommerschen Adelsgeschlecht Bonin und wurde in Mettmann geboren. Sie war die Tochter des sachsen-coburg-gothaischen Staatsministers Gisbert von Bonin-Brettin und dessen Ehefrau Maria, geborene Freiin von Hurter. Ihre Schwestern waren die Malerin Edith von Bonin und die Juristin Elsa von Bonin, die später im Minorat als jüngste Nachfahrin das Hauptgut des Vaters erbte.
1892 heiratete sie in Berlin den Grafen Hugo Gustav Georg Friedrich-August Neidhardt von Gneisenau (1869–1959), einen Urenkel des preußischen Generalfeldmarschalls August Neidhardt von Gneisenau. Aus der Ehe gingen zwei Söhne hervor. Die Familie lebte auf Schloss Sommerschenburg im heutigen Sachsen-Anhalt. 1905 wurde die Ehe geschieden und Maria von Gneisenau lebte fortan in einer Wohnung in Charlottenburg.
Inspiriert von Sophie Hoechstetter begann Maria von Gneisenau ihre ersten literarischen Versuche, die sie bereits während ihrer Ehe mit Friedrich-August von Gneisenau begonnen hatte, zu intensivieren. 1906 begann ein intensiver Austausch mit Rainer Maria Rilke, dessen Rollenbilder und Stilelemente sich teilweise auch bei Maria von Gneisenau wiederfinden.

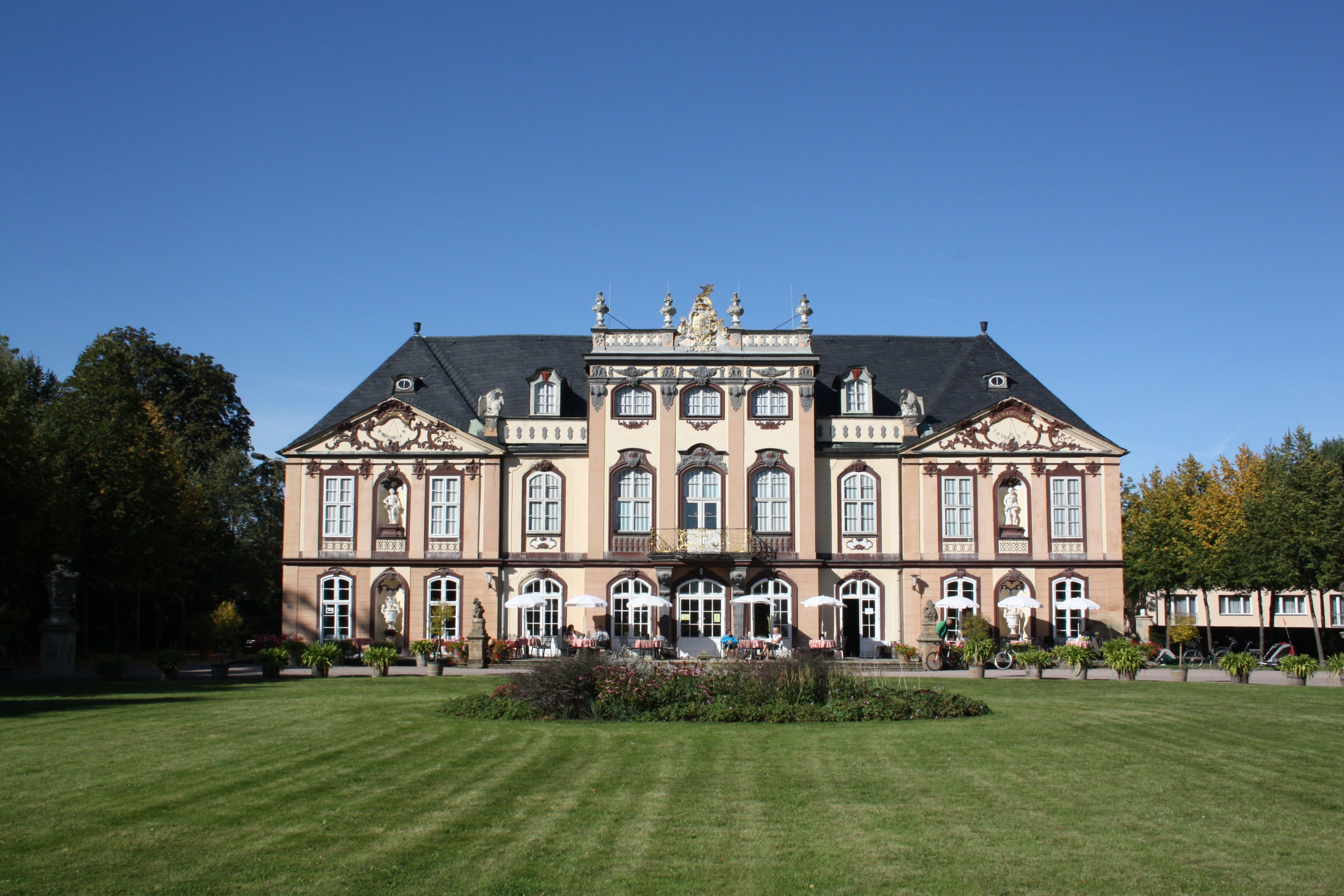
Schloss Molsdorf

Im Jahr 1908 veröffentlichte sie ihr erstes Werk, den Roman Aus dem Tal der Sehnsucht. Es folgten weitere Erzählungen. 1909 wurde sie Mitglied im Lyceum-Club Berlin, in dem sich Frauen bis heute sozial engagieren. Im selben Jahr kaufte sie Schloss Molsdorf in Erfurt und baute das Schloss zusammen mit der Architektur-Pionierin Emilie Winkelmann um. Hier verfasste sie zudem ihre Erzählung Halbdunkle Reflexionen.
1918 heiratete Maria von Gneisenau erneut, in Berlin. Ihr Ehemann wurde der Baron Georg von Manteuffel-Szoege (1889–1962), mit dem sie nach dem Verkauf von Schloss Molsdorf überwiegend auf den Gütern der Familie Manteuffel-Szoege in Polen lebte. 1926 starb sie im Alter von 52 Jahren in Berlin.

## Rezeption
Maria von Gneisenau wird trotz ihres konservativ-traditionellen Lebens in der Oberschicht des späten 19. und frühen 20. Jahrhunderts als emanzipiert und für ihre Zeit modern angesehen. Die Kunsthistorikerin und Autorin Silke Opitz schreibt dazu:

„Der Lebensentwurf der Gräfin stellt – insbesondere als der einer Frau zu Beginn des 20. Jahrhunderts – den Modernitätsbegriff seiner allgemein üblichen Bedeutung nach in Frage. Gneisenau gefiel und probierte sich nicht nur als Femme fatale mit einem Faible für die Demimonde. Sie lebte auch und insbesondere in jenen Jahren als »gestaltende Schlossherrin« nach ihren eigenen Vorstellungen und noch dazu vorübergehend ganz frei von einem »Herren«. Die Lektüre wie auch das Schreiben dienten der Gräfin jedoch nicht nur als gehobener Zeitvertreib, sondern auch als Kulturtechniken. Mit deren Hilfe konnte sie ihre jeweilige Lebenssituation und mitunter auch die der Frau generell reflektieren und verarbeiten. Wenn auch verhalten und zögerlich, vermochte es die Gneisenau, Veränderungen ihrer Zeit zu erkennen und sich mit diesen zu arrangieren, wobei allerdings Veränderungen im weiteren Bereich oder Rahmen ihres wilhelminisch geprägten, elitären Lebensraums und entlang des darin vorgegebenen Entwicklungsweges gemeint sind“

## Werke (Auswahl)
- Aus dem Tal der Sehnsucht. Julius Bard Verlag, Berlin 1907, OCLC 83419998.
- Requiem. Die letzte Aventiure des Herzogs Kindheart Gant. Julius Bard Verlag, Berlin 1911, OCLC 43419861.
- Halbdunkle Reflexionen. Verlag der Zukunft, Berlin 1912.
- Der Tod des Adrian Güldenkrone. Gedichte, Requiem. Mit einem Vorwort von Sophie Hoechstetter. Erich Lichtenstein Verlag, Weimar 1928, DNB 573483736.